# Chanina ben Pappai
R. Chanina ben Pappai (so im babylonischen Talmud, Aramaisierung von Pappos; im palästinischen Talmud meist Chinena, in den Midraschim meist Chanina b. Pappa genannt) war ein Amoräer der dritten Generation in Palästina.
Er war Schüler des Samuel b. Nachman, oft in Debatten verstrickt mit Simon ben Pazzi, wirkte neben Abbahu in Caesarea, vorübergehend auch in Babylonien.
Chanina ben Pappai wurde mehrfach in Legenden verherrlicht.